# 10 Miles Wide
«10 milles wide» (traducido como 10 millas de ancho) es el tercer sencillo de Escape the Fate, del segundo álbum de la banda, This War Is Ours. La canción cuenta como invitado de Josh Todd de Buckcherry, el cual aparece tanto en el video como en la versión de estudio. Fue lanzado el 9 de junio de 2009, junto con el video musical para la canción. Hay dos versiones del vídeo. La versión censurada es solo transmitida por el sitio web de Playboy.

## Video musical
El video muestra a Escape the Fate y Josh Todd realizando un viaje en avión rodeado de estrellas del cine para adultos. El vídeo comienza con Todd entrando en un aeropuerto. Cuando él está caminando suena la guitarra y la banda empieza a tocar. Después de estar sentado, está dirigido por un asistente de vuelo en la parte delantera del avión, donde la banda está tocando. También hay una alusión a Snakes on a Plane, que Max Green hace durante un interludio en el video, una línea que habla Samuel L. Jackson es parodiado por Green. Cerca del final del video, Bryan abre la puerta del avión y salta. Se le ve tocando la guitarra mientras cae por el aire. Hay cameos de Benji Madden de Good Charlotte, Ron Jeremy, Jenny Hendrix, y Dennis Hof.

## Personal

### ETF
- Craig Mabbitt - voces
- Bryan Money - guitarra principal, guitarra rítmica, coros
- Max Green - bajo, coros
- Robert Ortiz - batería, percusión

### Personal adicional
- Josh Todd - voces, coros

- Datos: Q5649688